# 1-Naftilamina
1-Naftilamina é uma amina aromática de fórmula C10H9N. É uma das aminas do naftaleno equivalentes da anilina para o benzeno.
Cristaliza-se em agulhas incolores as quais fundem a 50 °C. Possui um sabor desagradável, sublima-se facilmente, e torna-se marrom quando exposta ao ar.

## Propriedades químicas
Agentes oxidantes, tais como cloreto férrico, dão um precipitado azul com soluções de seus sais. Ácido crômico a converte em 1,4-naftoquinona. Sódio em álcool amílico a reduz a tetrahidro-1-naftilamina aromática, uma substâncias tendo as propriedades de uma amina aromática, que pode ser diazotada e não possui um cheiro amoniacal.
Devido a não formar um produto de adição com o bromo, a redução deve tomar lugar em um dos núcleos somente, e por conta do caráter aromático do composto isto deve ser naquele núcleo que não contém o grupo amino. Este composto tetrahidro rende ácido adípico, (C6O4H10), quando oxidado por permanganato de potássio.

## Aplicações
Os ácidos sulfônicos da 1-naftilamina são usados para a preparação de corantes azo, estes corantes possuem a importante propriedade de colorirem sem mordente algodão. O mais importante é o ácido naftiônico, ácido 1-amino-4-sulfônico, produzido por aquecimento de 1-naftilamina e ácido sulfúrico a 170-180 °C com aproximadamente 3% de ácido oxálico cristalizado. Forma pequenas agulhas, muito facilmente solúveis em água. Com benzidina diazotada dá o corante chamado Vermelho Congo.

## Obtenção
Pode ser preparado por redução do 1-nitronaftaleno com ferro e ácido clorídrico a aproximadamente 70 °C, a msitura de reação sendo neutralizada com leite de cal, e a naftilamina destilada a vapor. 
Pode também preparada, na forma de seu derivado acetila, por aquecimento de 1-naftol com acetato de sódio, cloreto de amônio e ácido acético; por aquecimento de 1-naftol com cloreto de cálcio-amônia a 270 °C; e por aquecimento de ácido piromúcico, anilina, cloreto de zinco e cal a 300 °C.